# Удини
Удините (самоназвание: Уди, Ути; на азербайджански: Udilər; на руски: Удины; на грузински: უდიები – удиеби) са един от най-старите кавказки народи, преки наследници на населението на Кавказка Албания.

## Местоживеене
Преобладаващата част от удините живеят в днешен Северен Азербайджан. Основно те населяват село Нидж, Габалски район и град Варташен. Друга голяма група живее в Русия, най-вече в Ростовска област и Краснодарски край. В Грузия, удини населяват основаното от варташенски бежанци село Зенобиани, Кахетия.

## История
За пръв път удините са споменати от Херодот, в неговата История, във връзка с битката при Маратон през 490 г. пр. Хр.

## Език
Удините говорят на удински език, който спада към Лезгинската група на Нахско-дагестанските езици. Той има два диалекта – ниджки и варташенски.

## Религия
Удините са православни християни.

## Личности
- Мовсес Силиков – руски и арменски генерал
- Ворошил Гукасян – съветски лингвист
- Георгий Кечаари – азербажджански писател